# علي البنوان
علي البنوان، أحد طواويش الغوص وسياسي كويتي وعضو سابق في المجلس التشريعي الكويتي الثاني.

## عن حياته
ولد الطواش علي يوسف يعقوب البنوان في الكويت - وهو عضو مجلس إدارة أول شركة صيد الأسماك في الكويت و وأحد واضعي قانون الغوص، وبعدها دخل الحياة البرلمانية في انتخابات المجلس التشريعي الكويتي الثاني وفاز بالمقعد.